# 李端镇
李端镇，是中华人民共和国四川省宜宾市翠屏区下辖的一个乡镇级行政单位。

## 行政区划
李端镇下辖以下地区：
翠南社区、方碑社区村、新权村、新联社区村、新光村、古井村、高坡村、塘湾村、新和村、新庄村、板栗社区村、马石村、高石村、马盘村、大山社区村、沉香社区村、新田村、其林村和周村。